# Theodore Tylor
Sir Theodore Henry Tylor (Birmingham, 13 maggio 1900 – Oxford, 23 ottobre 1968) è stato un avvocato e scacchista britannico.
Si laureò in giurisprudenza al Balliol College di Oxford nel 1922. Specializzato in diritto civile, fu ammesso all'ordine degli avvocati dall'Inner Temple di Londra ed esercitò la professione per diversi anni, poi diventò professore di diritto civile al Balliol College, dove fu insegnante e tutor per oltre trent'anni. 
La biblioteca della facoltà di legge del Balliol College è intitolata al suo nome. 

## Carriera di scacchi
Partecipò a 12 Campionati britannici, ottenendo il miglior risultato con il secondo posto dietro a Mir Sultan Khan nel campionato del 1933. Nel Hastings Premier Reserves del torneo di Hastings 1933/34 si classificò pari primo con George Koltanowski, davanti tra gli altri a Salo Flohr, Ludwig Rellstab, C.H.O'D. Alexander e Milan Vidmar.
Vinse tre volte (1932, 1933 e 1934) il Campionato britannico per corrispondenza.
Nel fortissimo torneo di Nottingham 1936 (vinto alla pari da Capablanca e Botvinnik) si classificò 12º, ma davanti ai suoi connazionali C. H. O'D. Alexander, George Alan Thomas, e William Winter.
Tylor era quasi completamente cieco. Botvinnik, nella partita contro Tylor a Nottingham, notò che muoveva continuamente le mani su una piccola scacchiera per identificare meglio la posizione. Nel 1965 gli fu attribuito il titolo di Sir per la sua attività in favore delle associazioni britanniche dei non vedenti. 
Tylor era anche un ottimo giocatore di bridge.